# ベスト・ジャージスト
ベスト・ジャージストは、アディダスジャパンの主催で、2006年から始まった賞である。
この賞はジャージが似合う著名人に対して贈られるものである。実行委員長はテリー伊藤。
2006年度を第1回と銘打たれているが、第2回以降は開催されていない。

## 受賞者

### 第1回（2006年度）
男性部門
- 成宮寛貴

女性部門
- 若槻千夏

特別賞
- 武蔵
- 宮本恒靖
- 吉澤ひとみ
- 石川梨華
- 藤本美貴